# 鱼洞长江大桥
鱼洞长江大桥是重庆主城区内长江上的一座公路轨道两用桥梁，南连巴南区鱼洞，北接大渡口建胜镇，全桥长约1541.6米。大桥共8车道，其中两条为重庆轨道交通二号线的轨道，其余为双向6个汽车道。
大桥分二期建设，上游半幅于2008年12月26日建成通车，下游半幅于2011年8月13日建成通车。

## 技术参数
大桥全长1541.6米，主桥长860米，为四跨145.32米+2×260米+145.32米的预应力混凝土连续刚构桥。大桥实际为两座并立且结构参数一致的桥梁，建设过程采用分阶段施工和通车。